# Гийом VIII (Аквитания)
Вижте пояснителната страница за други личности с името Гуидо.
Гийом VIII кръстен като Гвидо, наричан Гвидо-Готфрид (на френски: Guillaume VIII de Poitiers, Wilhelm VIII, Guido, Guido-Gottfried, * 1025; † 25 септември 1086) от фамилията на Рамнулфидите, е херцог на Гаскона (1052 – 1086), херцог на Аквитания и граф на Поату (1058 – 1086).

## Живот
Син е на херцог Вилхелм V († 1030) и втората му съпруга Агнес Бургундска († 1068), дъщеря на Ото Вилхелм, граф на Бургундия (от Дом Бургундия-Иврея), внук на крал Беренгар II. Брат е на Агнес Поатиенска, която се омъжва за император Хайнрих III. Наследява брат си Вилхелм VII.
Гийом VIII Аквитански се жени три пъти и има най-малко пет деца. С първата си съпруга той се развежда след 10 години брак, с втората си жена, с която няма деца, също се развежда и се жени за доста по-млада жена, която му е роднина. От нея той има един син и Гийом VIII Аквитански трябва да отиде в Рим през ранните 1070-те години при папата, за да му се признаят децата от този брак.
Гийом VIII помага през 1064 г. на Санчо I Рамирес, краля на Арагон, при обсадата на Барбастро. Това е първият поход, организиран от римския папа (Александър III) против мюсюлманите. Барбастро е превзет и разграбен, а неговите жители избити. Дъщерите на Гийом се омъжват за владетели на испанската християнска държава.

## Фамилия
Първи брак: през 1044 (изгонена 1058) с Анна от Перигор, дъщеря на граф Алдеберт II; те имат дъщеря:
- Агнес (1052 – 1078), омъжена за Алфонсо VI, крал на Кастилия (Династия Хименес)

Втори брак: през 1058/9 (разведен 1068) с Матилда от Ла Марш, дъщеря на граф на Одеберт. Нямат деца.
Трети брак: през 1068/9 с Хилдегарда от Бургундия (* 1050, † 1120), дъщеря на Роберт I, херцог на Бургундия (Стара бургундска династия); те имат децата:
- Гийом дьо Поатие VII (IX) Млади (* 22 октомври 1071, † 10 февруари 1126/27), 1086 граф на Поату и херцог на Аквитания
- Хуго († сл. 1126)
- Агнес († 1097); ∞ Педро I Арагон, 1094 крал на Арагон († 27 септември 1104) (Династия Хименес)
- Беатрикс († 1110); ∞ I 1108 Алфонсо VI, 1072 крал на Кастилия и Леон, († 30 юни/1 юли 1109) (Династия Хименес)